# 連合軍専用列車

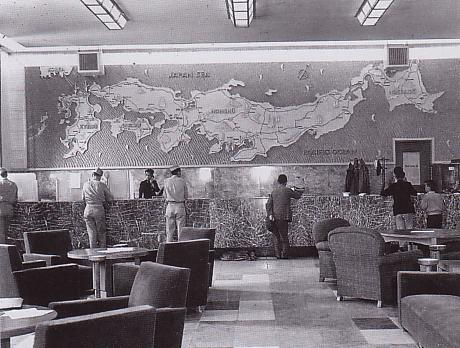
東京駅にあった連合軍専用案内窓口

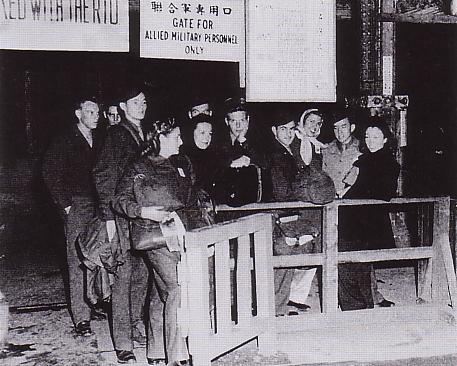
東京駅にあった連合軍専用出入口

連合軍専用列車（れんごうぐんせんようれっしゃ）とは、日本が1945年（昭和20年）8月に降伏した後、1954年（昭和29年）ごろまで日本各地の国鉄・私鉄で運行されていた、日本へ進駐してきた連合国軍の国内移動の便宜を図るための専用列車の総称。

## 専用列車の分類
「連合軍専用列車」といってもその設定パターンはさまざまである。それらを分類すると大体下記のようになる。

### 形態別
1. 専用車両の連結　日本人の乗る列車に連合軍専用車両を連結するもの。複数の列車で専用車両をリレーする形態のものもあった。
2. 専用列車の設定　「専用車両連結」では対応できないほどの需要がある区間に専用列車を設定するもの。また要人などが移動する場合にも、特別車両で専用列車が設定された。
3. 軍司令官専用列車。いわゆる占領軍版お召し列車といえるものであり、日本占領の実行部隊であった米国第8軍司令官専用列車にはOctagonian（オクタゴニアン）号の名称が与えられた。

### 目的別
1. 部隊輸送　各国から日本の飛行場・港に来た部隊を、日本各地へ振り分けて輸送するもの。
2. 要人輸送　連合軍内の高官・将校による国内視察旅行のための輸送。
3. 傷病兵輸送　国内における傷病兵の治療のための輸送。後の保健車も含む。
4. 出張・休暇輸送　国内に居る連合軍将兵の、公務出張や休暇旅行に伴うもの。
5. 調査輸送　日本におけるさまざまな調査（広島・長崎の原爆被害状況など）を行うための輸送。
6. 物資輸送　連合国軍の軍事・生活物資を輸送するもの。

## 国鉄の専用列車
ここでは、日本の国有鉄道（運営は1949年〈昭和24年〉以前は運輸省、それ以後は日本国有鉄道となった。）で運行された、おもな専用列車の経緯・概要・愛称の意味などをつづる。

### おもな専用列車の愛称
- 「Allied Limited」（アライド・リミテッド、「連合軍特急」の意）
- 「BCOF train」（ビコーフ・トレイン、「英連邦軍（British Commonwealth Occupation Force）列車」の意）
- 「Dixie Limited」（ディキシー・リミテッド、「南部特急」の意）
- 「Osaka Express」（オオサカ・エクスプレス、「大阪急行」の意）
- 「Rest Camptrain」（レスト・キャンプトレイン、「休暇客列車」の意）
- 「Yankee Limited」（ヤンキー・リミテッド、「北部特急」の意）

### 沿革
- 1945年（昭和20年）8月15日：日本、ポツダム宣言を受諾して第二次世界大戦の降伏を決定。
  - 9月：連合国軍最高司令官総司令部 (GHQ) 第3鉄道輸送司令部 (MRS) の下に、地区司令部 (DTO) とさらにその下に鉄道司令部 (RTO) が置かれ、連合軍の日本の鉄道に関する輸送指令がRTOから発せられるようになった。
  - 12月：GHQより、それまで専用車両を日本人の乗る列車に併結する形で行っていた輸送のうち、需要の多い区間においては専用列車の設定が命じられた。
- 1946年（昭和21年）1月31日：東海道本線・山陽本線の東京 - 門司間で、「Allied Limited」（1005・1006列車）の運転が開始された。下りは東京を夜に出発し、関西圏を翌朝通り、そして門司には夜に到着するダイヤで、一部車両は門司駅から普通列車に併結されて佐世保駅まで足を伸ばした。なお上り列車は門司を朝に出発するが、佐世保発の車両は門司駅に深夜に到着してそこで一泊し、翌朝の列車に併結していた。
  - 2月21日：上野 - 青森（東北本線・福島駅経由）間に1101・1102列車を設定[1]。下り列車は上野駅を朝発車、上り列車は上野駅に夜到着であったが両列車とも青森駅の発着時刻は深夜となった[1]。また客車の一部を連合軍専用の青函連絡船に積み込み、函館駅から日本人が乗る列車にその客車を併結して札幌駅まで運行した。
  - 3月13日：東京 - 博多間にて「Dixie Limited」（1001・1002列車）の運転を開始。「Allied Limited」が東京を夜出発するのに対して、この「Dixie Limited」は朝出発するダイヤとされた。この列車にも佐世保行きの車両が連結され、普通列車に博多 - 佐世保間で併結された。なお、のちには運行区間自体を佐世保駅まで延長した。
  - 3月25日：中国・四国地方の占領を担当していたイギリス連邦占領軍〈イギリスおよびイギリス領インド帝国・オーストラリア・ニュージーランド〉の総司令部が広島県呉市にあった関係で、「Allied Limited」・「Dixie Limited」はそれまでの山陽本線経由から呉線経由に、三原 - 海田市間の運行経路を改める。
  - 4月22日：上野 - 青森間（常磐線経由）・函館 - 札幌間（函館本線・小樽駅経由）に、1201・1202列車を新たに設定。青森 - 函館間で、1101・1102列車に代わって青函連絡船での客車航送を行う列車となり、しばらく後に「Yankee Limited」と呼ばれるようになった[1][2]。また同日、下り火曜日・上り月曜日発で、東京 - 京都間に休暇軍人用の列車である「Rest Camptrain」（1007・1008列車）が設定されている。
  - 7月3日：東京 - 大阪間に「Allied Limited」の混雑緩和を目的として、「Osaka Express」（1009・1010列車）を設定。当初は毎日運転した。
  - 7月6日：東京 - 呉間に、前述したBCOF（イギリス連邦占領軍）の休暇列車として「BCOF train」（1011・1012列車）が下り土曜日・上り月曜日運転（始発駅基準）で設定された。
  - 7月15日（下りは翌7月16日から）：「Yankee Limited」が「Dixie Limited」との接続を図り、上野 - 東京間の延長運転を開始。
  - 7月22日 - 10月14日（下りは10月8日まで）：アメリカ軍の休暇列車として、上野 - 田口（現在の妙高高原）間に下り火曜日・上り月曜日発で、「Rest Camptrain」（1303・1304列車）を運行。
  - 11月5日：「Yankee Limited」は横浜発着となる。同時に、北海道内での運行経路も小樽駅経由より、室蘭本線・千歳線経由に長万部 - 札幌間のルートが変更された。
  - 12月8日（上りは12月10日から）：「Allied Limited」、運行区間を小倉駅まで延長。
- 1947年（昭和22年）2月3日：「BCOF train」、京都 - 呉間に下り木曜日・上り水曜日運転で1往復増発（1012・1013列車）。なおそれまでの1012列車は、1014列車に列車番号を変更。
  - 3月25日：東京 - 京都間運転の「Rest Camptrain」廃止。
  - 5月25日：伊東 - 呉間に「BCOF train」1往復を設定（1015・1016列車）。「BCOF train」のうち、東京 - 呉間の1011・1014列車は下り火曜日・上り水曜日始発駅発、京都 - 呉間の1012・1013列車は下り金曜日・上り水曜日始発駅発、伊東 - 呉間の1015・1016列車は下り日曜日・上り土曜日始発駅発で運行されることとなった。なおこの後も「BCOF train」の運行区間・日時は、細部で変更が続いた。
  - 10月16日：「Osaka Express」は、毎日運転から下り金曜日・上り日曜日始発駅発で運転に縮小される。
  - 11月3日 - 1948年（昭和23年）2月1日：呉 - 別府間に、下り月曜日・上り火曜日発で、「BCOF train」（1017・1018列車）運行。
- 1948年（昭和23年）2月13日：この日の運転を以って、「Osaka Express」廃止。
  - 12月10日：京都 - 呉間運転の「BCOF train」（1012・1013列車）廃止。年内にイギリス連邦占領軍の中枢であったイギリス軍およびイギリス領インド軍、ニュージーランド軍の多くが帰国したことを受けた措置。
- 1949年（昭和24年）2月2日：東京 - 呉間運転の「BCOF train」（1011・1014列車）廃止。1015・1016列車は東京・伊東 - 呉間運転となり、熱海駅で解結した。
  - 2月28日：「Allied Limited」、博多駅まで運行区間を延長。
- 1950年（昭和25年）10月1日：「BCOF train」（1015・1016列車）廃止。以後は、日本人の乗る列車に専用車両を連結する形態になる。これは、この頃までにイギリス連邦占領軍の規模がかなり縮小した上に、日本における輸送需要が好転してきたこともあり、週1往復ほどしか運行されない専用列車のためにダイヤの余地（スジ）を与えておくわけにはいかなくなったからだと言われている。
- 1951年（昭和26年）1月19日：「Allied Limited」、朝鮮戦争による基地間の移動の増加などを受けて運行区間を佐世保駅まで延長。
  - 9月8日：サンフランシスコ平和条約に日本代表が署名。
- 1952年（昭和27年）3月31日：日本における「RTO」などが廃止され、専用列車の一部を切符の販売制限はするが日本人にも開放するようになり、それらの列車は「特殊列車」と呼ばれた。これによって「Allied Limited」といった列車愛称は消滅する。なお「特殊列車」の料金については、急行列車のそれとして扱われた。
  - 4月28日：サンフランシスコ平和条約が発効し、日本の占領時代が終わる。
  - 10月1日：1201・1202列車の始発駅が、横浜から東京に変わる。
- 1954年（昭和29年）10月1日：「特殊列車」は完全に日本人が乗る普通の急行列車に転換され、1201・1202列車のうち函館 - 札幌間運転のものには「洞爺」[3]、東京 - 青森間運転のものには「十和田」と命名[2]、さらに1001・1002列車には「西海」、1005・1006列車には「早鞆」とそれぞれ命名。

## 私鉄の専用列車
国鉄に限らず、私鉄でも多くの路線において専用列車が設定された。国鉄同様、沿線に軍用施設や軍の休暇施設があるなどの理由によって運行され、国鉄との直通列車も多く設定されたといわれている。また、大手に限らず島原鉄道などにも専用車両が存在した。それらのうち、特徴あるものを下に記す。

### 東武鉄道
東武鉄道の場合、そのころからすでに避暑地として紹介されていた日光への避暑を行うために、当時の東武日光線を利用して専用列車が運行された経緯がある。期間は、1948年（昭和23年）6月より1949年（昭和24年）12月まで。運行形態は国鉄二等客車を進駐軍専用車両とし、電車でそれを引くもので、当初は浅草 - 東武日光間に金曜日 - 日曜日の各日1往復で運行された。しかし、1948年（昭和23年）8月には日本人にも一部車両を開放している。けごん#東武日光線優等列車沿革も参照されたい。
また、東北本線の上野駅と仙台駅から日本人の乗る列車に併結されて来た連合軍専用車両を矢板駅で切り離し、ここから1959年（昭和34年）7月1日に廃止された東武矢板線を経由して新高徳駅に至る運用も存在した。
東上線系統には、池袋-啓志線啓志間を結ぶ列車も設定された。この列車については、東武啓志線を参照。

### 西日本鉄道
西日本鉄道（西鉄）の、現在は廃止された路面電車の西鉄北九州線では、100形2両を専用車両とし、車体全体を白色に塗り替えた。町中を流しのタクシーのように走行し、連合軍兵士が希望する場所であれば、停留所に関係なく乗降を取り扱っていたといわれる。

## 専用列車と日本国民
専用列車は、日本の鉄道の運営上何においても「優先」ということで運行されていたが、それ以外にもさまざまな印象を日本国民に与えたといわれている。例えば、日本の鉄道では戦争中の1944年（昭和19年）から寝台車と食堂車が廃止され、それらに使われていた車両は普通車に改造されるか、地方の駅へ空襲を避けて疎開されるなどした。
戦後連合国軍は、それら疎開されていた車両を連合国軍列車の車両として、接収・改造して「Allied Limited」などに投入した。なお、日本人が使用できる寝台車の復活は1948年（昭和23年）12月の各線での急行列車から、食堂車は1949年（昭和24年）9月の特急「へいわ」号からである。

## 専用列車からとられた運行形態
これらの列車の中には日本で初めての運行形態をとったものがあり、さらにその中には、後に一般の日本人が利用できる列車でも採用されるようになったものも存在する。それらのうち、主なものを示すと下記のとおりとなる。

### 東京 - 上野間での中長距離旅客列車運転
1946年（昭和21年）7月15日の「Yankee Limited」で開始。東京 - 上野間には元々回送線が戦前から存在し、回送や貨物列車に関しては走ったことがあったが、旅客列車を同区間で運行したのはこれが初めてである。東京駅から東北・信越方面への旅客列車（東海道本線・横須賀線 - 東北本線・常磐線・高崎線間の直通運転を行う）は戦前は軍用列車ですら実施されたことがなかったが、早くもこの年8月10日から日本人が利用できる列車でも同区間の旅客輸送が開始されている。その後、同区間の回送線が1973年（昭和48年）4月の東北新幹線建設工事によって使用不可となるまで、特急・急行・準急・普通問わずさまざまな列車が同区間を運行した。
2015年（平成27年）3月14日からは42年ぶりに、JR東日本は同区間の列車線を復活させ、再び東海道本線 - 東北本線・高崎線・常磐線間の直通旅客列車の運行を開始している。

### 青函連絡船での客車航送
1946年（昭和21年）2月の1101・1102列車で開始。日本人が利用できる列車に関しては1950年（昭和25年）10月から「みちのく」で開始され、その後さまざまな変遷を経て、1954年（昭和29年）9月26日に発生した「洞爺丸事故」で危険と判断され、中止されるまで継続した。その洞爺丸事故で沈没した一等寝台車のマイネフ38 5は1202列車のもので、当初第十一青函丸に積載されて出航したものの途中で引き返し、軍人・軍属とともに洞爺丸に移し替えたものだが、その第十一青函丸もこの台風で破壊され沈没した。

### 室蘭本線・千歳線経由での長万部 - 札幌間運転
1946年（昭和21年）11月5日の「Yankee Limited」で開始。1943年（昭和18年）8月1日に国家買収されるまで、現在の千歳線は私鉄の北海道鉄道の経営であり、そのこともあってかこの室蘭本線・千歳線経路での直通旅客列車は運行されたことはなかった。その後、函館 - 長万部 - 札幌間は距離の短い函館本線（小樽）経由よりも勾配が緩い同路線（苫小牧）経由が徐々にメインルートとして整備され、1986年（昭和61年）11月のダイヤ改正で小樽経由の直通優等列車は消滅した。

## 専用列車独特の停車駅
専用列車の停車駅の中には、主要駅のみならず地方の中小駅も存在していた。おもに連合軍の軍事施設・保養施設がそこにあったためとされる。おもなものを下に記す。
- 二川駅（東海道本線・愛知県）　「Allied Limited」（1005・1006列車）が停車。
- 蒲郡駅（東海道本線・愛知県）　「Rest Camptrain」（1007・1008列車）が停車。戦前は日本人富裕層の保養地であったため、戦後は連合国軍の保養施設として接取したホテルがあった。
- 海田市駅（山陽本線・広島県）　「Dixie Limited」（1001・1002列車）・「Allied Limited」（1005・1006列車）・「BCOF train」（1017・1018列車）が停車。「BCOF train」（1015・1016列車）の発着駅だった時もあった。
- 小月駅（山陽本線・山口県）　「Dixie Limited」（1001・1002列車）・「Allied Limited」（1005・1006列車）・「BCOF train」（1017・1018列車）が停車。
- 香椎駅（鹿児島本線・福岡県）　「Dixie Limited」（1001・1002列車）が停車。
- 陸奥市川駅（東北本線・青森県）　「Yankee　Limited」（1201・1202列車）が停車。米軍の空軍施設があった。